# Campionati pacifico-americani di slittino 2016
I Campionati pacifico-americani di slittino 2016, quinta edizione della manifestazione, si sono disputati a Calgary, in Canada, dal 17 al 19 dicembre 2015 sulla pista del Canada Olympic Park, il tracciato che ospitò le Olimpiadi invernali del 1988. La località nella  provincia dell'Alberta ha ospitato la manifestazione per la seconda volta dopo l'edizione inaugurale del 2012
L'evento si è svolto all'interno della quarta tappa di Coppa del Mondo 2015/16.

## Singolo uomini
L'atleta statunitense Christopher Mazdzer vince il suo terzo titolo, battendo il connazionale Tucker West, campione uscente; terzo il canadese Mitchel Malyk alla sua prima medaglia nei campionati.
| Pos. | Atleti              | Nazione     | Tempo    | Distacco |
| ---- | ------------------- | ----------- | -------- | -------- |
|      | Christopher Mazdzer | Stati Uniti | 1'30"628 |          |
|      | Tucker West         | Stati Uniti | 1'30"814 | +0"186   |
|      | Mitchel Malyk       | Canada      | 1'30"968 | +0"340   |
| 4    | Aidan Kelly         | Stati Uniti | 1'31"217 | +0"589   |
| 5    | Taylor Morris       | Stati Uniti | 1'31"377 | +0"749*  |
| 6    | John Fennell        | Canada      | 1'31"622 | +0"994   |

## Singolo donne
La statunitense Erin Hamlin vince il suo secondo titolo consecutivo battendo la connazionale Summer Britcher e la canadese Kimberley McRae.
| Pos. | Atlete           | Nazione     | Tempo    | Distacco |
| ---- | ---------------- | ----------- | -------- | -------- |
|      | Erin Hamlin      | Stati Uniti | 1'33"581 |          |
|      | Summer Britcher  | Stati Uniti | 1'33"712 | +0"131   |
|      | Kimberley McRae  | Canada      | 1'33"798 | +0"217   |
| 4    | Alex Gough       | Canada      | 1'33"897 | +0"316   |
| 5    | Emily Sweeney    | Stati Uniti | 1'33"933 | +0"352   |
| 6    | Arianne Jones    | Canada      | 1'34"502 | +0"921   |
| 7    | Raychel Germaine | Stati Uniti | 1'35"594 | +2"013   |

## Doppio
I canadesi Tristan Walker e Justin Snith conquistano il loro terzo titolo sopravanzando le due coppie statunitensi Mortensen/Terdiman, campioni uscenti, e Krewson/Sherk.
| Pos. | Atleti                            | Nazione     | Tempo    | Distacco |
| ---- | --------------------------------- | ----------- | -------- | -------- |
|      | Tristan Walker Justin Snith       | Canada      | 1'29"034 |          |
|      | Matthew Mortensen Jayson Terdiman | Stati Uniti | 1'29"114 | +0"080   |
|      | Justin Krewson Andrew Sherk       | Stati Uniti | 1'29"521 | +0"487   |
| 4    | Jake Hyrns Anthony Espinoza       | Stati Uniti | 1'30"900 | +0"866   |
| -    | Matt Riddle Adam Shippit          | Canada      | DNF      | -        |

## Medagliere
| Posizione | Nazione     | Oro | Argento | Bronzo | Totale |
| --------- | ----------- | --- | ------- | ------ | ------ |
| 1         | Stati Uniti | 2   | 3       | 1      | 6      |
| 2         | Canada      | 1   | 0       | 2      | 3      |
| Totale    | Totale      | 3   | 3       | 3      | 9      |